# Patrice Blachère
Pour les articles homonymes, voir Blachère.
Pas d'image ? Cliquez ici

a Compétitions nationales et continentales officielles uniquement.

Dernière mise à jour le 19 janvier 2012.
Patrice Blachère, né le 5 mai 1960 à Avignon, est un joueur français de rugby à XIII et rugby à XV évoluant au poste de centre. À sa retraite sportive, il se reconvertit comme entraîneur.
Il fut récompensé par deux titres de champion de France catégorie junior reichel en 1997 et 1998.
À cette période, il eut sous sa houlette de nombreux joueurs devenus par la suite professionnels et internationaux.
Il déclara cependant lors d’une interview à l’hebdomadaire Midi Olympique que le joueur le plus doué qu’il eut à entraîner fut le basque d’origine Étienne Langlais, joueur emblématique du rugby club de Sanary de 1972 à 2010.

## Biographie
Patrice Blachère commence à jouer rugby à XIII avec l'US Pontet XIII avant de passer au rugby à XV et de rejoindre le RC Toulon, puis le RRC Nice. Avec Toulon, il est finaliste du championnat de France en 1985. Il prend sa retraite sportive à l'âge de 32 ans et se reconvertit entraîneur tout en menant une carrière d’informaticien au Conseil général du Var. Il est notamment coentraîneur du RC Toulon de 1998 à novembre 1999 aux côtés de Serge Luca.
Depuis janvier 2023, il est co-président de l'association du RCT avec Olivier Rouard. Alors qu'il se présente pour former un binôme avec Henri Doerr face au candidat unique Olivier Douard, les deux candidatures obtiennent le même nombre de voix lors de deux tours de vote successifs. Ils trouvent alors un accord pour que Patrice Blachère et Olivier Douard prennent la tête de l'association.
En 2024, il est candidat pour prendre la présidence de la Ligue régionale Provence Alpes Côte d'Azur de rugby. Il est notamment entouré de Manu Diaz, en deuxième position sur sa liste, et André Herrero, en dernière position. La liste du président sortant, Sébastien Rizza, remporte l'élection avec 61,21 % des suffrages exprimés mais Patrice Blachère intègre tout de même le comité directeur avec sept membres de sa liste.

## Palmarès
- Championnat de France de première division :
  - Vice-champion (1) : 1985